# How to Date a Magical Girl
 (juillet 2025).
How to Date a Magical Girl est un jeu vidéo de type visual novel — roman vidéoludique en français — développé par le studio indépendant australien Cafe Shiba. Le jeu sort le 31 janvier 2019 sur Microsoft Windows et macOS et est disponible sur les plateformes Steam et Itch.io.
Le joueur incarne  au choix un jeune homme ou une jeune fille étudiant dans une école de magie qui devra, à l'aide de ses amies, se dresser face à des forces inconnues et maléfiques menaçant leur quotidien.
Le jeu commence comme un dating sim ordinaire dans lequel le personnage-joueur passe du temps avec les cinq héroïnes et tente de gagner le cœur de l'une d'entre elles, mais distille en cours de route une ambiance bien plus sombre et met le joueur face à des scènes purement horrifiques. La tonalité de l'histoire est donc tantôt douce, légère, romantique, tantôt angoissante et perturbante. Le jeu est donc destiné à un public averti.

## Résumé
Après deux années de dépression, le protagoniste (qui peut être un garçon ou une fille selon le choix du joueur), se retrouve enrôlé(e) malgré lui/elle dans une école de magie qui aide les magical girls à s'éveiller à leurs pouvoirs et à les maîtriser. Il est très rare qu'un homme dispose de pouvoirs magiques, cette capacité étant presque exclusivement féminine. Aussi, si le joueur choisit d'incarner un personnage masculin, ce dernier sera le seul garçon de l'école.
Ses pouvoirs ont beau s'être éveillés très récemment et être plus faibles que la moyenne, il/elle décide néanmoins de saisir cette chance pour reprendre sa vie en main et prendre un nouveau départ. C'est ainsi qu'il/elle entame son année scolaire, aux côtés de Hikari, son amie d'enfance, également magical girl.
Tout se passe pour le mieux lors des premières semaines. Le/la protagoniste se montre intéressé(e) par les cours et se fait de nouvelles amies: Yui, Miyu, Rei et Kaori. Néanmoins, une menace plane sur l'école qui, un beau jour est attaquée par un démon. Ce dernier a été invoqué sciemment par un cercle d'invocation et aurait pu causer la mort de nombreux élèves sans l'intervention de Miyu et de Kaori. C'est alors que le/la protagoniste ainsi que ses cinq amies décident de s'allier afin de découvrir qui est derrière cette attaque, et de défendre l'école à tout prix. Mais elles ne sont pas au bout de leurs peines, car peu à peu, des élèves sont brutalement assassinées...

## Personnages[5]

### Protagoniste
Selon le choix du joueur, le protagoniste peut être une jeune fille ou un jeune homme. Quel que soit son sexe, son prénom par défaut est Yuki, mais le joueur peut lui donner le prénom de son choix. Malgré une faible disposition pour la magie, une prestigieuse académie de magie a décidé de le/la laisser intégrer son cursus. Il/elle a 18 ans et est attiré par les femmes, quel que soit le choix initial du joueur quant à son sexe.

### Héroïnes à courtiser
Le personnage-joueur peut développer des relations amicales avec cinq héroïnes. Vers la fin du jeu, il peut également choisir l'une de ces filles comme petite amie si la complicité qui les lie est assez forte.
- Hikari Satou

Cette jeune fille de 18 ans est l'amie d'enfance du protagoniste et étudie dans la même classe que lui/elle à l'académie de magie. Bien qu'elle aime le/la taquiner, elle a toujours son intérêt à cœur, et se montre parfois même un peu trop protectrice à son égard. Elle a un talent pour la magie curative.
- Yui Akiyama

Yui est une jeune fille de 18 ans, timide, effacée, qui souffre d'un gros manque de confiance en elle. C'est pourtant une fille intelligente et une élève appliquée qui brille tout particulièrement en alchimie. Elle est complexée par ses rondeurs et se trouve inintéressante. Malgré sa nature bienveillante, elle laisse parfois entrevoir en elle une part plus sombre, plus torturée, et même misanthrope. Elle est une grande amatrice de films d'horreur. Sa magie est offensive.
- Miyu Himura

Miyu a 20 ans. C'est une jeune femme superbe, et une élève de 3e année particulièrement brillante. En effet, elle est actuellement la meilleure étudiante de l'académie, ses résultat sont les plus élevées de l'histoire de l'établissement, et ce dans toutes les matières. Elle participe également à de nombreuses activités extrascolaires et travaille dur pour accomplir ses objectifs. Elle attise donc forcément l'admiration de ses pairs et est très populaire à l'académie, ce qui la rend parfois arrogante. Elle est un peu difficile à approcher, mais cela devient plus facile au fur et à mesure que le/la protagoniste gagne son respect. Sa magie, offensive, lui permet de maitriser le feu.
- Rei Shimizu

Rei a 20 ans. Cette élève de 3e année est la meilleure amie de Miyu, bien que les deux soient différentes sur tous les points. En effet Rei n'est pas très appliquée dans ses études. C'est une jeune femme énergique, sportive et détendue qui préfère s'amuser plutôt que de rester enfermée à étudier. C'est également une amie loyale qui dégage une joie de vivre à toute épreuve. Cependant, le/la protagoniste soupçonne qu'elle n'est pas tout à fait ce qu'elle semble être. Peut-être que cette joie de vivre est un masque qu'elle s'applique à porter pour cacher ses véritables sentiments ? Sa magie est offensive et la rend redoutable en combat au corps à corps.
- Kaori Bonnet

Kaori a 19 ans mais semble beaucoup plus jeune. Son physique adorable d'adolescente contraste avec son tempérament arrogant et désagréable. Son comportement de petite fille gâtée nuit à ses relations sociales et elle a beaucoup de mal à se faire des amis. Elle essaie néanmoins de faire des efforts et de dompter sa mauvaise humeur et sa colère. Sa mère est japonaise mais son père est français, elle parle donc un peu français. Sa magie lui permet de se déplacer à une vitesse extraordinaire.

### Autres étudiants
- Ame et Ami

Ami et Ame sont deux étudiantes de l'académie de magie, qui dirigent le club de débat. Jumelles monozygotes inséparables, leur entourage ne peut les distinguer que grâce à leurs coiffures (Les cheveux de Ame sont tirés en un chignon tandis que Ami porte des couettes) et à leurs tempéraments, très différents. En effet, si Ame semble blasée et léthargique, Ami est, quant à elle, enjouée et dynamique.
- Marceline Persim

Étudiante de deuxième année à l'académie de magie. Bien qu'elle se soit portée volontaire pour aider les étudiants de première année à se familiariser avec l'Académie et son fonctionnement, elle se montre arrogante avec eux et les regarde de haut.
Il s'agit d'un personnage très secondaire qui n'a d'autre but que d'offrir un tutoriel au joueur afin qu'il se familiarise avec les principes du jeu.

### Professeurs
- Satomi Otsuka

La professeure principale de la classe du protagoniste. Il s'agit d'une femme aimable, proche de ses élèves et très protectrice envers eux. Née au Japon, elle a grandi et étudié en Allemagne avant de revenir dans son pays natal une fois adulte.
- Aya Yoshida

La professeure de magie pratique. Elle apprend aux étudiants à canaliser leurs pouvoirs magiques et à les utiliser efficacement.
Ses propres pouvoirs consistent en l'invocation de champs lumineux lui permettant d'éblouir ses adversaires. Il s'agit d'une forme de magie défensive qui découle de sa nature bienveillante.
- Izaline Arcain

La professeure d'histoire de la magie. Elle est originaire du Brésil, un pays dans lequel les magical girls sont nombreuses. Elle enseigne à ses étudiants les origines de la magie et des magical girls, ainsi que les haut-faits que ces dernières ont accomplis à travers l'histoire.
- Stein Henri

Ce professeur excentrique enseigne l'alchimie. Il ne dispose pas de pouvoirs magiques mais est un génie dans sa matière. c'est pourquoi l'académie de magie lui a demandé d'enseigner l'alchimie en leur sein, bien qu'il soit le seul membre à ne pas être une magical girl.

### Autres Personnages
- Shin Tanaka

Shin est le meilleur ami du protagoniste. Bien que ce(te) dernier(e) ne fréquente pas la même école que lui, il refuse de laisser leur amitié s'étioler et essaie de passer avec lui/elle autant de temps que possible. C'est un garçon loyal, aimable et détendu qui rêve de créer sa propre marque de vêtements dans le futur. Afin de récolter de l'argent et de réaliser son rêve, il travaille pour l'instant dans une supérette.
- Noriko Ito

Noriko Ita est le véritable nom de Saya Yamada, créatrice originale de la célèbre série de manga Cutie Star dont est fan le/la protagoniste depuis son enfance.
- Hoshi

Ce chien, de race shiba inu, est le familier de Hikari. Elle l'a invoqué à l'aide d'un sort un jour qu'elle s'entrainait à la magie dans sa chambre. Cependant, sa mère, avec qui elle vit, est allergique aux chiens et refuse donc de le garder dans leur maison, aussi, c'est le/la protagoniste qui garde Hoshi chez lui/elle et prend soin de lui. Ce chien magique, doué de parole, a un fort caractère et se montre très exigeant. Il est très attaché à Hikari cependant, et souhaite la protéger.

## Univers
L'histoire de How to Date a Magical Girl est ancrée dans la société japonaise des années 2010. Dans cet univers, l'existence de la magie et des magical girls n'est nullement un secret et est reconnue depuis l'antiquité. L'écrasante majorité des utilisateurs de la magie sont des femmes, les hommes possédant ce don inné étant extrêmement rares.
Les principales informations concernant cet univers et son histoire sont exposées au joueur en jeu, durant les cours d'histoire de la magie dispensés par la professeure Izaline Arcain, ou durant les cours de magie pratique dispensés par la professeure Aya Yoshida. Satomi Otsuka, la professeure principale du protagoniste, apporte également de nombreux éléments sur la société magique et son fonctionnement.

### L'origine des magical girls[6]
Personne ne sait exactement en quelle année est apparue la première magical girl mais leur existence remonte à plusieurs centaines d'années. Une légende, que les historiens pensent véridique à 90%, raconte qu'un jour, une adolescente quitta son village natal à la recherche d'une vie meilleure. Ses pas la menèrent jusqu'à un jardin merveilleux, vibrant de couleurs et rempli de fleurs et d'animaux en tout genre.  En explorant le jardin, elle se rendit compte qu'il s'agissait de cet endroit dont parlaient les légendes de son village, un lieu interdit qui était censé avoir disparu depuis longtemps. Mais la jeune fille qui ne comprenait pas comment un endroit aussi enchanteur pouvait être interdit, continua d'explorer le jardin. Elle arriva enfin jusqu'à un immense arbre. Son tronc torsadait jusqu'au ciel, et ses immenses branches portaient des fruits bleus et translucides comme du cristal. Sans hésiter, elle se saisit d'un fruit et croqua dedans. Malgré sa beauté, le fruit avait un goût de pourriture et de mort. Elle finit pourtant de le manger, peut-être à cause de la faim qui la tiraillait. Elle ne tarda pas à tomber malade mais réussit tant bien que mal à rejoindre son village avant de tomber dans un profond sommeil qui ne dura pas moins de 40 jours et 40 nuits et était peuplé de cauchemars épouvantables. Lorsqu'elle se réveilla, elle trouva sa maison vide. En sortant, elle découvrit que son village avait été réduit en cendres et que personne n'avait survécu. Elle se remémora alors ses cauchemars et compris avec effroi qu'elle était responsable de toute cette destruction, de la mort de sa famille ainsi que de celle des villageois alors qu'elle était dans une espèce de transe. Frappée par la culpabilité et le désespoir, elle erra des jours et des jours au hasard des chemins. Elle atterrit dans une ville où  elle s'installa et appris à maitriser ses nouveaux pouvoirs. Au cours de sa vie, elle donna naissance à huit enfants, sept filles et un garçon. Ses filles héritèrent toutes des pouvoirs magiques de leur mère et devinrent ainsi les premières magical girls de l'histoire. leur mère leur assura une éducation stricte, leur apprenant à contrôler leurs pouvoirs et ne pas répéter les erreurs qu'elle-même avait commises.

### Les costumes de magical girls[7]
Chaque magical girl dispose d'un costume qui lui est propre et qu'elle revêt à chaque transformation. Certaines magical girls sont d'ailleurs incapables de lancer le moindre sort lorsqu'elles ne portent pas leur costume. Il ne s'agit pas d'un simple vêtement fait de tissu, mais d'énergie arcanique invoquée par la magical girl et matérialisée sous forme de costume. Chaque costume est une représentation de l'âme de la magical girl qui l'a invoqué et de sa puissance intérieure. Il représente d'ailleurs souvent une face cachée de la personnalité de celle qui le porte.

## Fiche technique
- Développeur: Café Shiba
- Éditeur: Café Shiba
- Directeur: Zak Ford
- scénaristes: Zak Ford, Sarah Ford
- Artiste (dessins): Hirosekou
- Artiste (personnages): Sarah Ford
- Artiste (décors): Minikle
- Compositeurs: Alec Shea, Tim Yatras
- Voix (bande originale): Nadia Vanek
- Pays d'origine: Australie
- Langue originale: anglais
- Sortie: 31 janvier 2019
- durée: 10 à 15 heures[8]

## Système de jeu
How to Date a Magical Girl est un visual novel. Le  joueur clique sur son écran pour faire avancer le texte et progresse ainsi dans l'histoire. Il est également mené à faire des choix qui lui permettent de faire évoluer ses relations avec les autres personnages mais aussi d'obtenir des fins différentes (le jeu dispose de trois fins différentes, ainsi que d'une fin prématurée).
Le jeu dispose également de phases de gestion et de stratégie. Le joueur peut choisir de faire différentes activités qui lui apporteront certains bonus. Il peut ainsi par exemple développer ses compétences, travailler pour gagner de l'argent, développer ses relations avec les personnages, emmener l'une des cinq héroïne en rendez-vous, etc.

### Le Calendrier et l'agenda
Chaque matin, et chaque soir, le joueur a la possibilité de consulter son calendrier et son agenda. Le calendrier permet de consulter la météo (la pluie offre un bonus d'apprentissage des compétences) et quel cours est prévu pour la journée. L'agenda, quant à lui, permet de voir où se trouvent les cinq héroïnes et si elles sont disponibles dans la journée.

### Les compétences
Le personnage-joueur peut développer cinq compétences au cours du jeu: magie, alchimie, perception et expertise. Le protagoniste débute le jeu avec un F dans chaque compétence. Il pourra les améliorer au cours du jeu jusqu'à obtenir un A. Les résultats du protagoniste lors des examens à l'académie dépendent du niveau de ces compétences. De plus, un bon niveau dans certaines compétences est nécessaire pour sortir avec certaines héroïnes. Lorsque le personnage-joueur étudie pour développer une compétence, ce gain est doublé lors des jours de pluie. Chaque compétence a également une utilité propre.
- Magie

La magie permet de faire des tours avec Hoshi et ainsi invoquer des objets aléatoires, de l'argent, ou même des connaissances.
Elle permet également de favoriser les gains du protagoniste sur la machine d'arcade (afin d'obtenir les objets les plus rares).
Cette compétence peut être développée en lisant des livres sur la magie ou en étudiant sur le terrain de sport.
- Alchimie

L'alchimie permet de créer des potions offrant divers bonus dans le jeu. Cette compétence peut être développée en lisant des livres sur l'alchimie ou en étudiant au laboratoire d'alchimie. Plus la compétence est élevée plus le nombre de potions créées sera élevé lorsque le personnage tentera d'en créer. Différents types de potions peuvent être crées, comme le philtre d'amour (augmente le gain d'affinité gagné en passant du temps avec une héroïne ou en lui offrant un cadeau), la potion de fortune (augmente la somme d'argent gagnée après avoir travaillé à la superette), la potion du chercheur (augmente les chances de trouver des ingrédients rares en cherchant dans la forêt), la potion de l'idiot (inutile mais peut être revendue pour une belle somme d'argent), etc.
| Potion                   | Effet | Durée   | Ingrédients                                                                                  |
| ------------------------ | --- | ------- | -------------------------------------------------------------------------------------------- |
| Philtre d'amour          | Augmente le gain d'affinité gagné lorsque le protagoniste passe du temps avec une héroïne ou lui offre un cadeau. | 1 jour  | - 2 heartberries - 2 fioles d'eau bénite - 1 aile de papillon                                |
| Philtre d'amour PLUS     | Augmente le gain d'affinité gagné lorsque le protagoniste passe du temps avec une héroïne ou lui offre un cadeau. | 3 jours | - 3 heartberries - 3 fioles d'eau bénite - 3 ailes de papillons - 2 gelées mystérieuse       |
| Potion de fortune        | Augmente la somme d'argent gagnée après avoir travaillé à la superette                                            | 1 jour  | - 2 poignées d'argile rouge - 2 fioles d'eau maudite - 1 champignon vénéneux                 |
| Potion de fortune PLUS   | Augmente la somme d'argent gagnée après avoir travaillé à la superette                                            | 3 jours | - 3 poignées d'argile rouge - 3 fioles d'eau maudite - 3 champignon vénéneux - 2 mandragores |
| Potion du chercheur      | Augmente les chances de trouver des ingrédients rares en cherchant dans la forêt                                  | 1 jour  | - 2 poils de renard - 2 fioles d'eau bénite - 2 fléaux de sorcières                          |
| Potion du chercheur PLUS | Augmente les chances de trouver des ingrédients rares en cherchant dans la forêt                                  | 3 jours | - 3 poils de renard - 3 fioles d'eau bénite - 3 fléaux de sorcières - 2 graines de skyfruit  |
| Potion de l'idiot        | inutile mais peut être revendue pour une petite somme d'argent                                                    | X       | - 2 poignées de terre noire - 2 bols d'eau - 1 racine du dragon                              |
| Potion de l'idiot PLUS   | inutile mais peut être revendue pour une grosse somme d'argent                                                    | X       | - 2 poignées de terre noire - 2 bols d'eau - 1 racine du dragon - 2 champignons violets      |

- Perception

La perception permet de trouver des ingrédients plus facilement et en plus grand nombre dans la forêt. Cette compétence peut être développée en lisant des livres sur la perception ou en méditant au parc.
- Expertise

L'expertise permet de gagner plus d'argent après avoir travaillé à la supérette. Cette compétence se développe en lisant des livres sur l'expertise ou en participant au club de débat.

### L'argent
Le personnage-joueur peut gagner de l'argent en travaillant à la supérette du coin. Le montant qu'il gagnera dépend de sa compétence d'expertise. L'argent sert à acheter des cadeaux pour ses amies (ce qui influencera leur relation) ou des ingrédients pour créer des potions.

### Affinité et rendez-vous amoureux

Tableau d'affinité dans le jeu

Chaque héroïne dispose d'une jauge d'affinité représentée par un pourcentage et visible dans le menu du jeu. Le pourcentage représente le degré d'affinité de la jeune fille avec le/la protagoniste et peut être amélioré en offrant des cadeaux à la fille concernée ou en passant du temps avec elle.
Des scènes spéciales peuvent être débloquées avec chaque fille au fur et à mesure que progresse sa jauge d'affinité, faisant ainsi avancer sa relation avec le/la protagoniste.  Une première scène est débloquée lorsque la jauge atteint 10%, une autre lorsqu'elle atteint 20%, puis 30%, 50%, 60% et 80%. Lorsque le/la protagoniste choisit de faire l'une des filles sa petite amie et que celle-ci accepte, deux nouvelles scènes sont débloquées, dont l'une est uniquement visible lorsque la jauge atteint les 100%. Donc, le joueur ne peux voir les deux scènes finales que d'une seule héroïne par partie. Lorsque le/la protagoniste demande à l'héroïne de son choix d'être sa petite amie, cette dernière peut refuser si leur affinité n'est pas suffisante.
Pour voir la scène secrète d'une héroïne et ainsi terminer sa route, le/le protagoniste doit être en couple avec la fille en question, atteindre les 100% d'affinité, et lui offrir un objet spécial, spécifique à chaque héroïne. Pour obtenir ces objets, des conditions sont requises:
- Yui: avoir un A en alchimie
- Miyu: avoir au moins un B dans toutes les compétences
- Hikari: avoir un A en magie
- Rei: avoir un A en perception
- Kaori: avoir une grosse somme d'argent sur soi (99,980 yens)

### Les Lieux à visiter
Pendant son temps libre, le personnage-joueur peut visiter de nombreux lieux afin de rencontrer ses amis, développer ses compétences ou obtenir certains bonus.
- À l'École
  - Le portail de l'école: permet de consulter l'agenda, le calendrier ou boire une potion.
  - La salle de classe: permet de retrouver Hikari lorsque cette dernière s'y trouve.
  - Le hall d'entrée: permet de demander des conseils à Marceline.
  - La bibliothèque: permet d'emprunter des livres pour améliorer ses compétences.
  - Le laboratoire: permet d'étudier l'alchimie. Permet également de fabriquer des potions avec les bons ingrédients.
  - Le terrain de sport: permet de s'entrainer à pratiquer la magie.
  - La salle de débat: permet de participer au club de débat et améliorer son expertise.
  - La salle des professeurs: permet de discuter avec les professeurs présents.
  - Le toit de l'école: permet de retrouver Kaori lorsque cette dernière s'y trouve.
- En ville
  - La supérette: permet de travailler pour gagner de l'argent, ou d'acheter des friandises en guise de cadeaux.
  - La grande boutique: permet d'acheter des cadeaux de valeur.
  - Le parc: permet d'améliorer sa perception en méditant.
  - Le café Shiba: permet d'acheter de petits cadeaux.
  - La salle d'arcade: permet de gagner des objets sur la borne d'arcade.
- En extérieur
  - La forêt: permet de chercher et de récolter des ingrédients d'alchimie.
  - La plage: permet de faire des tours de magie avec Hoshi et ainsi obtenir des objets, de l'argent ou des connaissances aléatoires.

### Les examens
Les étudiants de l'académie de magie doivent passer un examen par semestre.
Le premier examen a lieu le 19 juillet. Afin de réussir l'examen, le personnage-joueur doit répondre correctement aux trois questions de cours et avoir au moins un D dans chacune de ses compétences (magie, alchimie, perception et expertise). Trois bonnes réponses et un C dans chaque compétence lui assure une réussite haut la main, et la meilleure note de la classe. L'étudiant qui obtient les meilleures notes reçoit les félicitations de l'académie ainsi qu'une enveloppe de 5 000 yens.
Le deuxième examen à lieu le 10 décembre.

## Développement
Café Shiba était un studio indépendant situé à Melbourne, en Australie. Fermé en 2019, il est désormais remplacé par River Crow Studio qui compte d'anciens membres de Café Shiba ainsi que de nouveaux membres.
Le 2 décembre 2017, Café Shiba lance une campagne de financement participatif sur la plateforme Kickstarter pour son premier jeu, How to Date a Magical Girl. La campagne se termine avec succès le 4 janvier 2018, rassemblant 322 contributeurs et récoltant 5 154 dollars australiens (3 305,97 euros) sur les 3 000 (1 924,31 euros) demandés. Cependant, les montants récoltés ne sont pas suffisants pour atteindre les objectifs bonus fixés par le studio dans la campagne, qui consistaient, entre autres, à rajouter des héroïnes supplémentaires ou un doublage complet des personnages en anglais .
Le jeu est développé sur Ren'Py et sort le 31 janvier 2009 sur les plateformes Steam et Itch.io.

## Produits dérivés
La bande originale du jeu, ainsi qu'un artbook regroupant tous les visuels du jeu sont disponibles sous forme de contenus téléchargeables sur Steam et Itch.io.

### Artbook
L'artbook a été publié en version physique à compte d'auteur par le biais d'Amazon  (ISBN 9-781731-588630). Il est composé de 34 pages couleurs reliées en format A4.

### Bande originale
La bande originale, composée par Alec Shea, comprend 34 pistes dont une chanson (A ghost from your dream) chantée par Nadia Vanek.
| 1.                | A ghost from your dream           | Tim Yatras | 4:08 |
| 2.                | Sunshine Through The Window       | Alec Shea  | 2:10 |
| 3.                | Little Hummingbird                | Alec Shea  | 2:00 |
| 4.                | Lazy School Day                   | Alec Shea  | 1:54 |
| 5.                | Happy Days Ahead                  | Alec Shea  | 2:05 |
| 6.                | Happy Days Ahead ~Rain~           | Alec Shea  | 2:18 |
| 7.                | Somber Nights                     | Alec Shea  | 2:22 |
| 8.                | Somber Nights ~Rain~              | Alec Shea  | 2:28 |
| 9.                | Hello World                       | Alec Shea  | 2:03 |
| 10.               | Starlight Date                    | Alec Shea  | 1:51 |
| 11.               | Your Hand In Mine                 | Alec Shea  | 2:08 |
| 12.               | The Yen To Spend                  | Alec Shea  | 1:07 |
| 13.               | Hikari's Theme                    | Alec Shea  | 1:32 |
| 14.               | Yui's Theme                       | Alec Shea  | 1:20 |
| 15.               | Miyu's Theme                      | Alec Shea  | 1:23 |
| 16.               | Kaori's Theme                     | Alec Shea  | 1:22 |
| 17.               | Rei's Theme                       | Alec Shea  | 1:33 |
| 18.               | How Dare You                      | Alec Shea  | 1:39 |
| 19.               | OMGWTF                            | Alec Shea  | 1:44 |
| 20.               | Finding The Magic Within          | Alec Shea  | 1:49 |
| 21.               | Don't Give In                     | Alec Shea  | 1:51 |
| 22.               | I've Got This                     | Alec Shea  | 0:43 |
| 23.               | Fighting For The Truth            | Alec Shea  | 2:08 |
| 24.               | Darkness Creeping In              | Alec Shea  | 1:36 |
| 25.               | Goodbye (But Not) Forever         | Alec Shea  | 0:14 |
| 26.               | Lost In My Own Nightmare          | Alec Shea  | 2:08 |
| 27.               | Those Who Creep Slowly            | Alec Shea  | 2:37 |
| 28.               | Hikari's Theme ~Black~            | Alec Shea  | 1:36 |
| 29.               | Yui's Theme ~Black~               | Alec Shea  | 1:26 |
| 30.               | Miyu's Theme ~Black~              | Alec Shea  | 1:39 |
| 31.               | Kaori's Theme ~Black~             | Alec Shea  | 1:20 |
| 32.               | Rei's Theme ~Black~               | Alec Shea  | 1:47 |
| 33.               | Moonless Dance                    | Alec Shea  | 2:03 |
| 34.               | A Ghost From Your Dream ~Karaoke~ | Tim Yatras | 4:08 |
| 1 heure 6 minutes |                                   |            |      |